# Chemitex

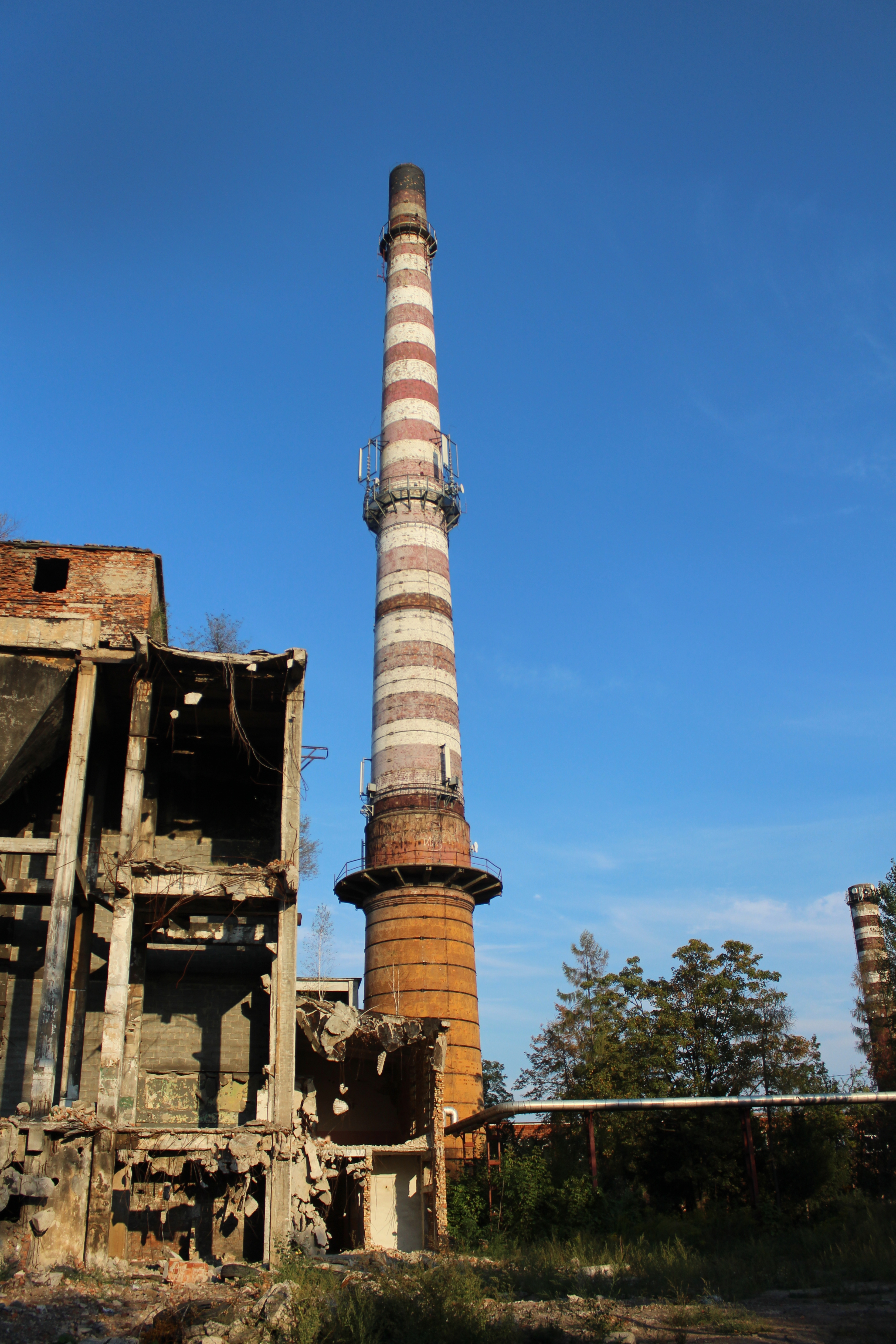
Einstiger Schornstein des Chemitex-Werkes, heute als Funkturm genutzt

Chemitex war eine Fabrik für Kunstseide in der polnischen Stadt Sochaczew. 

## Geschichte
Das Unternehmen wurde 1926 von Józef Korc gegründet und nahm im Dezember 1928 die Produktion auf. Chemitex wuchs schnell und beschäftigte zum Ausbruch des Zweiten Weltkriegs 2145 Menschen. Während des Krieges wurde zuerst auf dem Betriebsgelände ein Feldlazarett eingerichtet, später bis 1944 wieder Kunstseide produziert. 
Im November 1945 nahm die verstaatlichte Fabrik ihre Produktion wieder auf. Sie wurde in den 1960er-Jahren deutlich erweitert, wodurch die Produktion bis zur Mitte der 1970er-Jahre auf 7771 Tonnen pro Jahr erhöht wurde. Dies entsprach einem Drittel der damaligen polnischen Kunstfaserproduktion. Nach dem Zusammenbruch des kommunistischen Regimes ging es mit Chemitex abwärts bis 1999 schließlich Konkurs angemeldet wurde. Heute sind nur noch Ruinen von dem Werk übrig geblieben.